# Powiat ropczycki

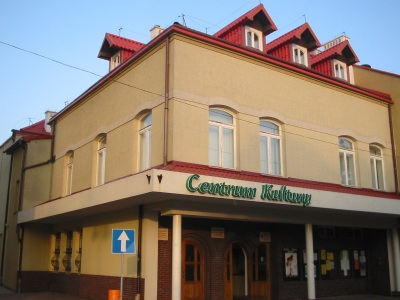
Centrum Kultury w Ropczycach

Powiat ropczycki – powiat istniejący w latach 1956–1975 na terenie obecnego powiatu ropczycko-sędziszowskiego (woj. podkarpackie). Jego ośrodkiem administracyjnym były Ropczyce.
Powiat ropczycki został powołany dnia 1 stycznia 1956 roku w województwie rzeszowskim, czyli 15 miesięcy po wprowadzeniu gromad w miejsce dotychczasowych gmin (29 września 1954) jako podstawowych jednostek administracyjnych PRL. Na powiat ropczycki złożyły się 2 miasta i 22 gromady, które wyłączono z powiatu dębickiego w tymże województwie:
- miasta Ropczyce i Sędziszów
- gromady Borek Wielki, Brzeziny, Bystrzyca, Chechły[2], Czarna Sędziszowska, Glinik, Gnojnica, Iwierzyce, Kamionka, Lubzina, Łączki Kucharskie, Mała, Nawsie, Niedźwiada, Nockowa, Ocieka, Olchowa, Ostrów, Wielopole Skrzyńskie, Witkowice[2], Wolica Ługowa, Wolica Piaskowa i Zagorzyce

1 stycznia 1973 roku zniesiono gromady i osiedla a w ich miejsce reaktywowano gminy. Powiat ropczycki podzielono na 2 miasta i 5 gmin:
- miasta Ropczyce i Sędziszów
- gminy Iwierzyce, Ostrów, Ropczyce, Sędziszów Małopolski i Wielopole Skrzyńskie

Po reformie administracyjnej obowiązującej od 1 czerwca 1975 roku terytorium zniesionego powiatu ropczyckiego włączono do nowego (mniejszego) województwa rzeszowskiego.
1 lutego 1991 roku miasto i gminę Ropczyce połączono we wspólną gminę miejsko-wiejską Ropczyce a 1 stycznia 1992 roku podobnej komasacji uległy miasto i gmina Sędziszów Małopolski.
Wraz z reformą administracyjną z 1999 roku w województwie podkarpackim dawny powiat przywrócono, jednak pod nazwą powiat ropczycko-sędziszowski z siedzibą w Ropczycach. Nowy powiat ma ten sam obszar co powiat ropczycki z początku 1975 roku.